# 남원로
남원로(Namwon-ro)는 강원특별자치도 원주시 개운동에서 기점하여, 단구동 등을 거쳐 흥업면을 잇는 강원특별자치도의 시도이다.

## 역사
- 2009년 10월 22일 도로 고시

## 주요 경유지
강원도
- 원주시(개운동, 명륜동, 단구동, 판부면, 흥업면)

## 노선
| 이름                      | 접속 노선                  | 소재지 | 소재지 | 비고   |
| 치악로                    | 치악로                     | 치악로 | 치악로 | 치악로 |
| ------------------------- | -------------------------- | ------ | ------ | ------ |
| 남부시장 사거리           | 치악로 개봉교길 남산고개길 | 원주시 | 개운동 |        |
| 명륜1동 행정복지센터      |                            | 원주시 | 명륜동 |        |
| 성지병원원주              |                            | 원주시 | 개운동 |        |
| 향교사거리                | 개운로                     | 원주시 | 개운동 |        |
| 스타벅스 원주명륜DT점     |                            | 원주시 | 명륜동 |        |
| 젊음의광장사거리          | 단구로                     | 원주시 | 개운동 |        |
| 원주엘리트체육관          |                            | 원주시 | 명륜동 |        |
| 의료원사거리              | 서원대로                   | 원주시 | 개운동 |        |
| 황소마을사거리            | 한지공원길                 | 원주시 | 단구동 |        |
| 명륜119안전센터           |                            | 원주시 | 명륜동 |        |
| 천매사거리                | 남원로442번길              | 원주시 | 단구동 |        |
| 남송사거리                | 시청로                     | 원주시 | 단구동 |        |
| 오페라컨벤션웨딩홀        | 서곡널다리길               | 원주시 | 판부면 |        |
| 남송주유소                |                            | 원주시 | 판부면 |        |
| 외남송사거리              | 내남송길                   | 원주시 | 판부면 |        |
| 아랫거리교차로            | 아랫거리길                 | 원주시 | 판부면 |        |
| CU 원주판부대로점         | 둔전길                     | 원주시 | 판부면 |        |
| 거장2차아파트             | 은행정길                   | 원주시 | 판부면 |        |
| 서곡삼거리                | 남원로                     | 원주시 | 판부면 |        |
| 강릉원주대학교 원주캠퍼스 | 흥업텃둔길                 | 원주시 | 흥업면 |        |
| 흥업사거리                | 울업1길 사제로             | 원주시 | 흥업면 |        |
| 흥업지구대                |                            | 원주시 | 흥업면 |        |
| 흥대교차로                | 북원로                     | 원주시 | 흥업면 |        |
| 북원로와 직결             |                            |        |        |        |

## 주요 건물 및 시설
- 세경아파트 (강원특별자치도 원주시 남원로 661)
- 명륜1동 행정복지센터 (강원특별자치도 원주시 남원로 653)
- 삼성화재 원주지역단 (강원특별자치도 원주시 남원로 648)
- 참빛신협 본점 (강원특별자치도 원주시 남원로 630)
- 가로수플러스 (강원특별자치도 원주시 남원로 614)
- 한겨례신문 원주지사 (강원특별자치도 원주시 남원로 591)
- 원주국민체육센터 (강원특별자치도 원주시 남원로 551)
- 원주소방서 (강원특별자치도 원주시 남원로 487)
- 오페라컨벤션웨딩홀 (강원특별자치도 원주시 남원로 385)
- 강릉원주대학교 (강원특별자치도 원주시 남원로 150)
- 뚜레쥬르 원주흥업점 (강원특별자치도 원주시 남원로 72)
- 롯데리아 원주흥업점 (강원특별자치도 원주시 남원로 52-5)
- 원주경찰서 흥업지구대 (강원특별자치도 원주시 남원로 43)